# Calamar gegant
Els calamars gegants són animals d'aspecte semblant al calamar comú, però de mida molt més gran dels quals s'han trobat exemplars morts d'uns 12-13 m de longitud fins a la punta dels tentacles. Els exemplars més grossos han arribat a pesos propers a mitja tona. Aquests calamars són depredats pels catxalots, que descendeixen fins a més de 1.000 metres per a capturar-los.

## Les espècies de calamars gegants
Hi ha diferents espècies conegudes com a calamars gegants:

### Architeuthis dux
Architeuthis dux és el calamar gegant per excel·lència. Té ulls amb un diàmetre de fins a 40 cm. El seu gust d'amoníac és degut al fet que inclou dissolució de clorur d'amoni en el seu teixit muscular el qual li proporciona la sustentació necessària per a mantenir-se en la profunditat desitjada. Com tots els cefalòpodes creix molt de pressa. Se suposa que arriba al seu pes final de més de 500 kg i una longitud d'uns 12-13 m en menys de 3 anys. Segons el contingut dels estómacs dels exemplars trobats fins ara la seva dieta es compon principalment de peixos i calamars.

### Mesonychoteuthis hamiltoni
Conegut com a calamar colossal, es segurament el calamar més pesant, amb 495 kg i 4,2 m de longitud.

### Taningia danae
Taningia danae pesa uns 350 kg i té l'honor de posseir l'ull més gran de la naturalesa, amb un diàmetre que supera els 60 cm.

### Kondakovia longimana
Kondakovia longimana té un pes de fins a 30 kg i una longitud de fins a 2,4 m; viu a la regió Antàrtica.

### Dosidicus gigas
Conegut com a calamar gegant del corrent de Humboldt, Poden tenir una longitud de 2 metres i pesar 45 kg; són molt agressius.

## Imatges de calamars gegants

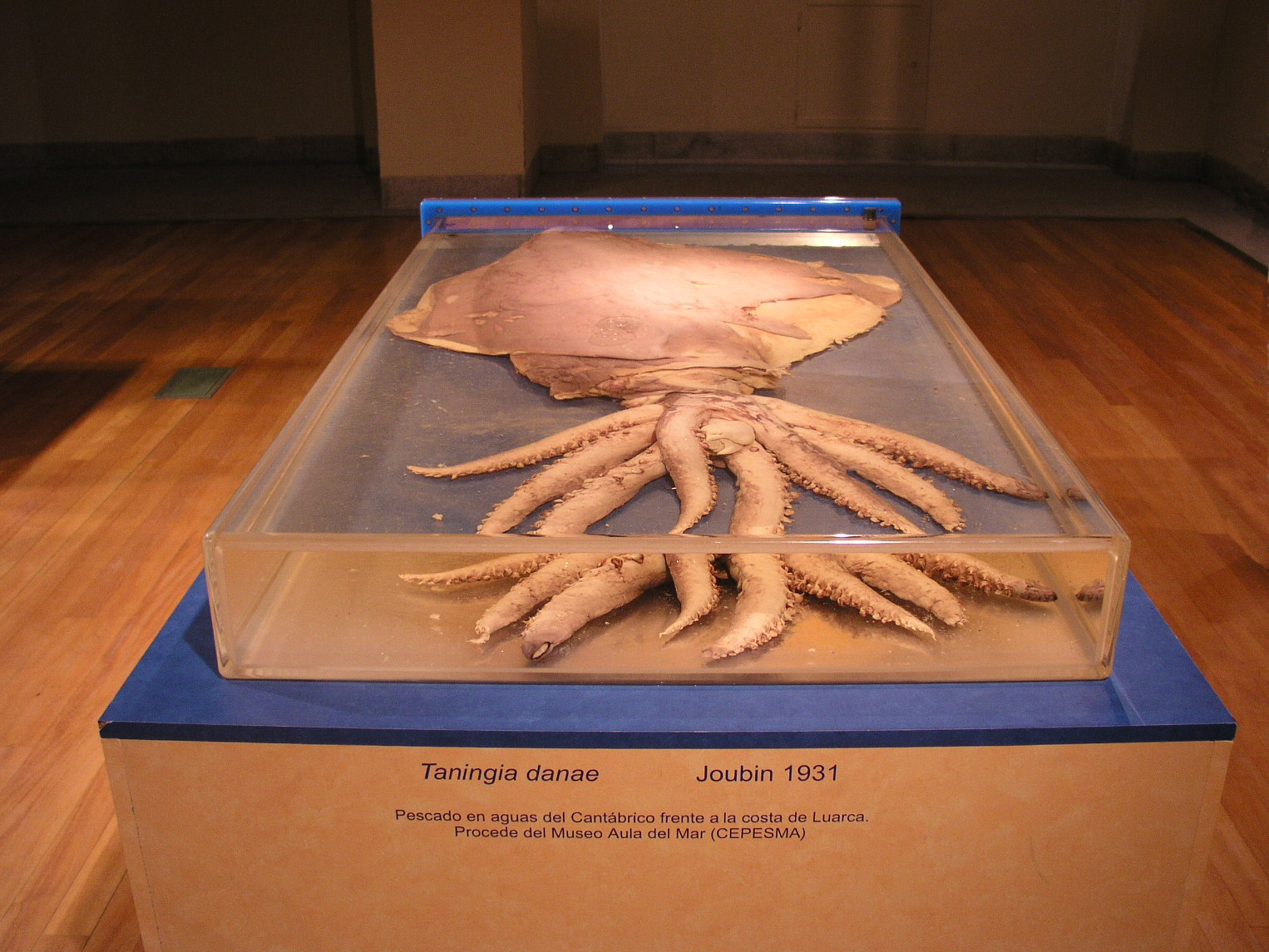
Taningia danae

L'any 2001 va ser capturat i filmat, per primera vegada, un exemplar de calamar gegant a 3.380 metres de profunditat per un submarí del Monterey Bay Aquarium Research Institute, durant uns estudis geològics realitzats pel Geochemical and Environmental Research Group de la Universitat Texas A&M en l'illa d'Oahu, en Hawaii.
L'any 2004 es van obtenir imatges d'un calamar gegant viu per un equip japonès del Museu Nacional de la Ciència de Tòquio el qual va seguir un grup de catxalots, l'únic depredador conegut del calamar gegant, fins al lloc en el qual s'alimentaven. En les profunditats de les illes Ogasawara, en l'oceà Pacífic, l'equip va suspendre en diverses ocasions una corda a la qual va lligar un esquer de calamars comuns i gambes, juntament amb una càmera fotogràfica.
El 30 de setembre de 2005, un calamar gegant adult va atacar finalment un dels esquers, la qual cosa va permetre que es prenguessin més de 550 fotografies de l'animal en la seva lluita per alliberar-se. El calamar va perdre un tentacle de 6 metres de llarg.
L'any 2006 aquest mateix equip d'investigació, dirigit per Tsunemi Kubodera, aconsegueix filmar un calamar gegant viu en la superfície del mar, probablement, per primer cop. L'enregistrament va tenir lloc en les illes Ogasawara, al sud de Tòquio.